# Золотухин, Иван Васильевич (тренер)
Ива́н Васи́льевич Золоту́хин (3 апреля 1924, Москва — 13 февраля 1992, там же) — советский футболист, полузащитник. Заслуженный тренер РСФСР.

## Выступления
- Крылья Советов (Куйбышев) (1949).
- ДО (Ташкент) (1950).

## Тренерская карьера
В советские времена с шестью разными командами выходил из третьей по силе лиги во вторую:
- Волга (Горький) — в 1963 году
- Динамо (Махачкала) — в 1967 году
- Шинник (Ярославль) — в 1970 году
- Спартак (Нальчик) — в 1978 году
- Спартак (Кострома) — в 1980 году
- Рубин (Казань) — в 1991 году

В последние советские годы много сил посвятил тульскому «Арсеналу», где смело вводил в состав новичков, иногда с хорошим результатом: так, молодой голкипер Забиякин показал прекрасные результаты, в то время как его предшественник из первой лиги сильно подвёл.В 1987 году написал заявление об уходе после проигрыша «Арсенала» аутсайдерам из «Динамо‑2».
Коллеги отмечали своеобразный юмор Золотухина, необычный взгляд на историю, которую он знал и любил, а также проявляемую им заботу в премировании игроков.